# 세포라
세포라(Sephora)는 프랑스의 화장품 유통사, 브랜드이다.

## 같이 보기
- 왓슨스